# 니콜라이 아빌로프
니콜라이 빅토르비치 아빌로프(러시아어: Николай Викторович Авилов, 우크라이나어: Микола Вікторович Авілов 미콜라 빅토르비치 아빌로프[*], 1948년 8월 6일 ~ )는 은퇴한 우크라이나의 10종 경기 선수로 소련을 대표하면서 1968년, 1972년과 1976년 하계 올림픽에 참가하였다.
1972년에는 세계 신기록을 세워 금메달을 획득하였으며, 1976년에는 동메달을 따고 1968년에는 4위를 하였다.
오데사에서 태어나 유난히 키가 큰 아빌로프는 처음에 농구를 하다가, 1966년에 높이뛰기로 바꾸었으며 1966년에만 10종 경기로 전향하였다. 1970년 하계 유니버시아드에서 그 종목을 우승하고, 3년 후에 2위를 하였다. 1971년 올림픽 높이뛰기 선수 발렌티나 코지르와 결혼하였다.
소련 선수권에서 5위를 한 후, 1980년에 은퇴하였다. 그러고나서 우크라이나, 이라크, 중화인민공화국, 이집트와 세이셸에서 육상 코치를 지내왔다.